# Cục Doanh trại, Quân đội nhân dân Việt Nam
Cục Doanh trại trực thuộc Tổng cục Hậu cần, Bộ Quốc phòng Việt Nam là cơ quan tham mưu giúp Đảng ủy, chỉ huy Tổng cục Hậu cần, Bộ Quốc phòng về công tác xây dựng nhà ở, doanh trại, khuôn viên, cảnh quan môi trường trong các đơn vị quân đội.

## Lịch sử
Ngày 10 tháng 8 năm 1955, thành lập Cục Doanh trại trên cơ sở Phòng Doanh trại thuộc Tổng cục Hậu cần.

## Lãnh đạo hiện nay
- Cục trưởng: Thiếu tướng Nguyễn Quang Bỉnh

- Phó Cục trưởng:
  - Đại tá Bùi Xuân Ninh
  - Đại tá Trần Dương Phúc
  - Đại tá Ông Vĩnh Hòa

## Tổ chức
- Phòng Tham mưu - Kế hoạch
- Phòng Thẩm định
- Phòng Quản lý chất lượng xây dựng
- Phòng Quản lý doanh trại
- Phòng Chính sách nhà ở
- Ban Tài chính
- Ban Hành chính
- Trợ lý Chính trị
- Trợ lý Pháp chế

## Lãnh đạo qua các thời kỳ

### Cục trưởng
- Thiếu tướng Nguyễn Công Huân, từ 2004 - 2013
- Thiếu tướng Nguyễn Văn Tươi, từ 2013 - 2017
- Thiếu tướng Nguyễn Quốc Việt, từ 2017 - 2022, nguyên Chủ nhiệm Hậu cần Quân khu 2
- Đại tá Nguyễn Quang Bỉnh, từ 2022- nay, nguyên Phó Cục trưởng Cục Doanh trại

### Phó Cục trưởng
- Đại tá Phan Đăng Sơn
- Đại tá Đại tá Đào Xuân Hiệp
- Đại tá Hà Quốc Tuấn